# 피에트로 다 코르토나
피에트로 다 코르토나(이탈리아어: Pietro da Cortona [ˈpjɛːtro da (k)korˈtoːna][*]; 1596년 11월 1일 또는 1597년 – 1669년 5월 16일)는 이탈리아 바로크 양식의 화가이자 건축가이다. 그의 동시대인이자 경쟁자 잔 로렌초 베르니니와 프란체스코 보로미니와 함께 그는 로마 바로크 건축의 출현에 핵심 인물 중 하나였다. 그는 또한 실내 장식의 중요한 디자이너였다.
그는 피에트로 베레티니라는 이름으로 태어났지만, 주로 투스카니의 코르토나라는 고향 이름으로 알려져 있다. 그는 주로 로마와 피렌체에서 일했다. 그는 로마의 바르베리니 궁전의 살롱이나 메인 살롱의 금고와 같은 프레스코 천장으로 가장 잘 알려져 있으며, 피렌체의 메디치 가문과 로마의 산타 마리아 인 발리첼라 교회의 오라토리오 신부회를 위해 광범위한 그림과 장식 계획을 수행했다. 그는 또한 수많은 캔버스를 그렸다. 그의 건축 프로젝트 중 제한된 수만 건설되었지만, 그럼에도 불구하고 라이벌의 프로젝트만큼 독특하고 독창적이었다.